# Deutsches Haupthöhennetz
Das Deutsche Haupthöhennetz (DHHN2016) ist ein präzises Nivellementnetz gemessener Höhenunterschiede zur Festlegung eines einheitlichen Höhenbezugssystems in Deutschland. Es geht auf einen Beschluss des Plenums der AdV auf der 116. Tagung in Bonn im Jahr 2005 zurück, der die Durchführung der Erneuerung des DHHN im Zeitraum 2006–2011 vorsah und den Arbeitskreis Raumbezug mit den weiteren Detailplanungen beauftragt.

## Vorläufer
Die ältesten deutschen Höhenangaben bezogen sich auf den Nullpunkt des Pegels Neufahrwasser bei Danzig oder in Schleswig-Holstein auf den Nullpunkt des Pegels in Hamburg. Sie wurden nach und nach in ein einheitliches Höhensystem überführt.

## Höhensysteme im Deutschen Haupthöhennetz (DHHN)

### Ur-Nivellement

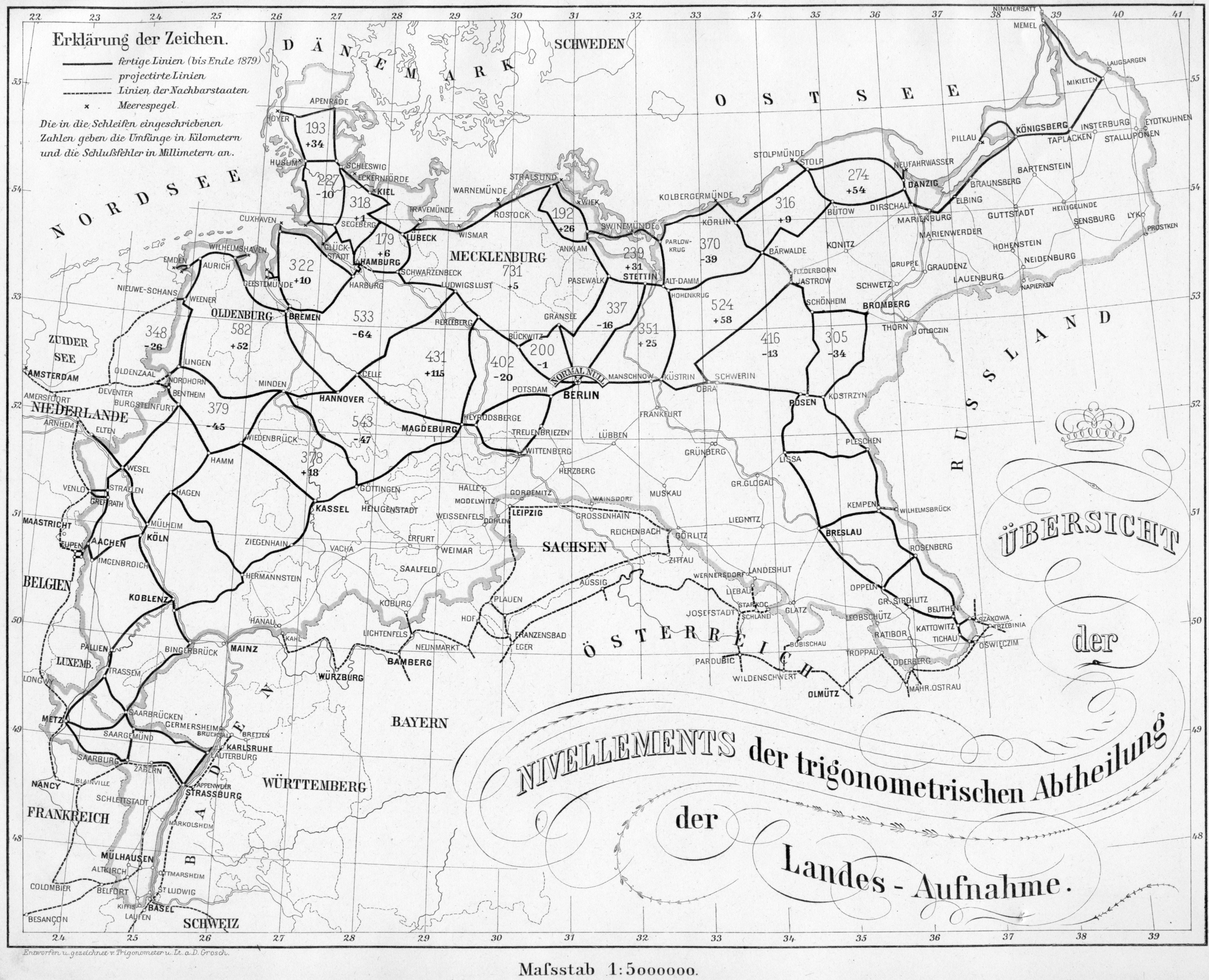
Tafel XI: Die Nivellements der trigonometrischen Abteilung der Landesaufnahme bis 1879

Ab 1868 fanden erste Präzisionsnivellements statt, die technisch laufend verbessert wurden. Diese gehen auf einen Beschluss der Zweiten Gradmessungskonferenz im Jahr 1867 zurück, anstelle von trigonometrischen Hauptnivellements besser geometrische Präzisionsnivellements durchzuführen. Die auch als Ur-Nivellement bezeichneten Messungen wurden in Norddeutschland (im Rahmen der Preußischen Neuaufnahme), Elsaß-Lothringen und Hohenzollern bis 1894 fortgesetzt und zu einem Gesamthöhennetz ausgebaut.
Höhenangaben dieser Schleifennivellements (mittlere Abschlussfehler ± 2,04 mm/km), die sich auf den Normalhöhenpunkt 1879 beziehen, werden als Höhe über Normalnull (Höhen über NN im alten System) bezeichnet.

### DHHN12
Vor dem Abbruch der Berliner Sternwarte ersetzten im Jahr 1912 fünf unterirdische Festlegungen (UF) (Spezielle Bauart für Höhenfestpunkt) in Hoppegarten bei Müncheberg (40 km von der Stadtmitte Berlins, 24 km von der heutigen Stadtgrenze entfernt) den Normalhöhenpunkt 1879, ohne den Bezugshorizont zu verändern. Zusätzlich zu diesen fünf UF wurden im Jahre 1932 bei den drei mittleren UF im Abstand von 100 bis 300 Metern zwei weitere einfache UF nördlich und südlich eingebracht. Sie sollen im Falle einer Gefährdung der an der Straße gelegenen UF als zusätzliche Sicherungen dienen. Damit besteht der Normalhöhenpunkt 1912 als Punktgruppe aus insgesamt elf unterirdischen Festlegungen.
Da bei den Nivellements keine Schweremessungen durchgeführt wurden, wurden die Höhen mit der Normalschwere korrigiert. Die so erhaltenen Höhen über NN im neuen System waren normal-orthometrische Höhen. Dieses Höhensystem wird heute DHHN12 genannt. Die Statuszahl des Systems ist 100.

### SNN56
In der DDR waren Normalhöhen unter der Bezeichnung Höhen über Höhennull (HN) gebräuchlich (Eselsbrücke: „Honecker-Null“). Sie wurden zunächst durch das Staatliche Nivellementnetz von 1956 realisiert (SNN56). Die Messungen im Nivellementnetz 1. Ordnung hierzu wurden von 1954 bis 1956 durchgeführt. Das Bezugsniveau wurde vom Anschlusspegel des Einheitlichen Präzisionsnivellementnetzes (EPNN) der osteuropäischen Staaten, dem Kronstädter Pegel, einem Ostseepegel bei St. Petersburg, bezüglich des Krassowski-Ellipsoids, übernommen. SNN56-Höhen werden auch als Höhen über HN56 bezeichnet.

### SNN76
Nach einer vollständigen Erneuerungsmessung des Staatlichen Nivellementnetzes 1. Ordnung zwischen 1974 und 1976 wurden ab 1979 in der DDR die Normalhöhen 1976 eingeführt. Das Staatliche Nivellementnetz 1976 (SNN76) wurde dabei zwangsfrei ausgeglichen und erhielt sein Niveau durch Festhalten der Normalhöhe des Normalhöhenpunktes Hoppegarten aus der Ausgleichung von 1956. Somit bezieht es sich, wie das SNN56, auf den Pegel Kronstadt. Höhen im SNN76 werden auch als Höhen über HN76 bezeichnet.

### DHHN85
In den Jahren 1980 bis 1985 fanden in der Bundesrepublik Deutschland Wiederholungsmessungen am Deutschen Haupthöhennetz statt. Die Ergebnisse wurden im Jahre 1990 als zwangsfreie Ausgleichung in normalorthometrischen Höhen unter Festhalten der DHHN12-Höhe der unterirdischen Festlegung Wallenhorst ausgewertet. In die Praxis wurde dieses Höhensystem jedoch nicht mehr eingeführt.

### DHHN92

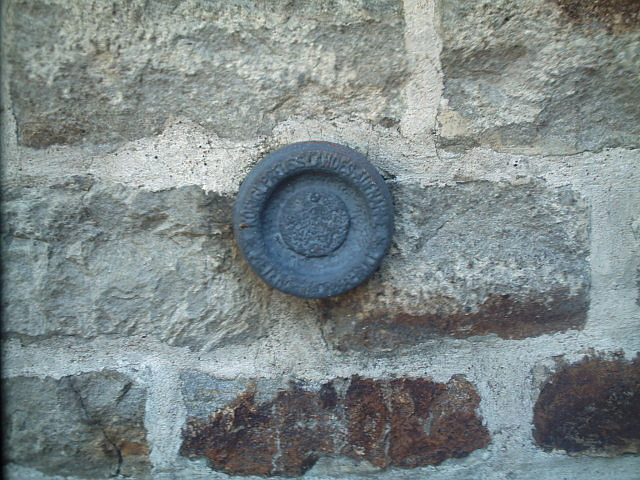
Nivellementpunkt an der Neuen St.-Alexander-Kirche in Wallenhorst

DHHN92 war das bis zur Ablösung durch DHHN2016 im Juni 2017 gültige Höhensystem in Deutschland. Entsprechende Höhenangaben sind mit „NHN“ gekennzeichnet, Beispiel: „500 m ü. NHN“. Die Unterschiede zu den bisherigen Systemen liegen im Flachland bei wenigen Millimetern, in den Alpen bei knapp 20 cm.
Die Vermessungsverwaltungen der 16 Bundesländer Deutschlands beschlossen im Jahr 1993 (nach der Wiedervereinigung Deutschlands), ein für die alten und neuen Bundesländer einheitliches Höhenbezugssystem, das DHHN92, einzuführen. Mit Verbindungsnivellements und Schweremessungen zwischen den bestehenden Höhennetzen DHHN85 (alte Bundesländer) und SNN76 (neue Bundesländer) wurden von 1990 bis 1992 die erforderlichen Grundlagen für den Zusammenschluss zu einem Netz gelegt. Die Auswertung erfolgte als zwangsfreie Ausgleichung der geopotentiellen Kotenunterschiede der beteiligten Nivellementlinien unter Festhalten der als fehlerfrei angenommenen geopotentiellen Kote des REUN/UELN-Knotenpunktes Nr. 230 an der Neuen St.-Alexander-Kirche in Wallenhorst bei Osnabrück.
Die endgültigen Gebrauchshöhen im DHHN92 wurden als Normalhöhen nach der Theorie von Molodenski berechnet, indem die punktweise vorliegenden geopotentiellen Koten jeweils durch den individuell berechneten Normalschwerewert dividiert wurden. Dabei wurden die Normalschwereformel des GRS80 und Punktkoordinaten im ETRS89 verwendet. Höhen im DHHN92 beziehen sich demnach auf das Quasigeoid, das mit den Parametern des GRS80 berechnet wurde und das durch den Nullpunkt des ehemaligen Pegels Amsterdam verläuft. Hiermit wurde das DHHN92 im selben Bezugsniveau wie die gesamteuropäischen Nivellementnetze bestimmt.
Zur Unterscheidung von Höhen der vorherigen DHHN-Versionen bezeichnet man DHHN92-Höhen als Höhen über Normalhöhennull (Höhen über NHN). Die Statuszahl des Höhensystems ist 160.
Die untergeordneten Linien der Nivellementnetze wurden ebenfalls im DHHN92 ausgewertet und somit ist dieses Höhenbezugssystem deutschlandweit realisiert. Die Länder haben das DHHN92 sukzessive als amtliches Höhenbezugssystem eingeführt.
Wegen natürlicher und vom Menschen verursachter Höhenveränderungen ist für die Beibehaltung einer praxisgerechten Genauigkeit amtlicher Höhenfestpunkte eine regelmäßige Erneuerung der Netze erforderlich. Aufgrund des gebietsweise hohen Alters der dem DHHN92 zugrunde liegenden Nivellements arbeiteten die Vermessungsverwaltungen der Länder im Rahmen einer gemeinschaftlich organisierten Kampagne an einer Erneuerung der 1. Ordnung des DHHN. Eine Kampagne hat 2006 begonnen und wurde im Jahr 2011 abgeschlossen.

### DHHN2016
DHHN2016 ist das am 21. September 2016 von der Arbeitsgemeinschaft der Vermessungsverwaltungen der Länder (AdV) beschlossene und zum 30. Juni 2017 eingeführte Höhensystem in Deutschland. Es ist Teil des Integrierten Raumbezugs 2016. Es handelt sich um eine Neuvermessung des Nivellementnetz 1. Ordnung mit Abweichungen gegenüber DHHN92 im Bereich bis zu einigen Zentimetern.
Zur Unterscheidung von Höhen der vorherigen DHHN-Versionen bezeichnet man DHHN2016-Höhen als Höhen über Normalhöhen-Null (NHN) im DHHN2016. Das Höhensystem wird mit der Statuszahl 170 gekennzeichnet.

## Vergleich der Systeme Deutschlands
Höhenangaben nach DHHN12 (NN) sind je nach Ort 12 bis 16 cm größer als die nach SNN76 (HN). Die maximalen Abweichungen der Nivellementspunkte erster Ordnung liegen bei 16 cm.
Die Differenz zwischen Höhen nach DHHN92 (NHN) und DHHN12 (NN) liegt zwischen −80 mm und +42 mm, durchschnittlich sind es 4 mm. Sie ist in den Alpen größer als im flachen Norddeutschland. Deshalb sind in diesen Gebieten DHHN12 (NN) und DHHN92 (NHN) näherungsweise gleich. Durch Rundung von Höhenangaben kann es zu scheinbaren Abweichung im Meterbereich kommen. Durch neue Einmessung im Rahmen der Umstellung sind aber auch schon Abweichungen von +59 cm (Zugspitze) aufgetreten.
DHHN92-Höhenangaben werden mit dem Zusatz NHN versehen. Aus layouttechnischen Gründen (Zeichenzahl) wird NHN manchmal inoffiziell zu NH verkürzt, was zu Verwechselungen mit HN-Angaben der Systeme SNN56 und SNN76 führen kann. Aus Gewohnheit werden Höhenangaben manchmal fälschlicherweise mit der Bezeichnung m ü. NN versehen, selbst wenn die Werte tatsächlich auf Normalhöhennull bezogen sind. Gelegentlich liegen aber auch noch keine gemessenen DHHN92-Höhenangaben vor und errechnete Werte sind nicht frei zugänglich. Ein weiterer Grund für die Weiterverwendung von Höhenangaben bezogen auf Normalnull ist die einfachere Vergleichbarkeit mit historischen Angaben.